# Нью-Бівер (Пенсільванія)
Нью-Бівер (англ. New Beaver) — місто (англ. borough) в США, в окрузі Лоуренс штату Пенсільванія. Населення — 1372 особи (2020).

## Географія
Нью-Бівер розташований за координатами 40°52′51″ пн. ш. 80°22′53″ зх. д. / 40.88083° пн. ш. 80.38139° зх. д. (40.880701, -80.381357).  За даними Бюро перепису населення США в 2010 році місто мало площу 37,73 км², з яких 37,42 км² — суходіл та 0,31 км² — водойми.

## Демографія
Згідно з переписом 2010 року, у селищі мешкали 1502 особи в 651 домогосподарстві у складі 438 родин. Густота населення становила 40 осіб/км².  Було 689 помешкань (18/км²).
Расовий склад населення:
| - 98,2 % — білих - 0,8 % — чорних або афроамериканців - 0,2 % — азіатів - 0,1 % — корінних американців |

До двох чи більше рас належало 0,7 %. Частка іспаномовних становила 0,4 % від усіх жителів.
За віковим діапазоном населення розподілялося таким чином: 17,5 % — особи молодші 18 років, 65,8 % — особи у віці 18—64 років, 16,7 % — особи у віці 65 років та старші. Медіана віку мешканця становила 46,9 року. На 100 осіб жіночої статі у селищі припадало 100,5 чоловіків;  на 100 жінок у віці від 18 років та старших — 100,2 чоловіків також старших 18 років.
Середній дохід на одне домашнє господарство  становив 53 688 доларів США (медіана — 43 125), а середній дохід на одну сім'ю — 61 546 доларів (медіана — 55 341). Медіана доходів становила 40 380 доларів для чоловіків та 30 326 доларів для жінок. За межею бідності перебувало 11,8 % осіб, у тому числі 10,4 % дітей у віці до 18 років та 7,2 % осіб у віці 65 років та старших.
Цивільне працевлаштоване населення становило 797 осіб. Основні галузі зайнятості: виробництво — 20,7 %, освіта, охорона здоров'я та соціальна допомога — 16,6 %, роздрібна торгівля — 13,3 %.